# Місцевості Тернополя
Список історичних назв місцевостей та житлових масивів Тернополя.

## Історичні місцевості
- Середмістя — історичний центр міста, розташований між Тернопільським ставом на заході та залізничною колією на сході.
- Поділ — південно-західна низинна частина старого міста (на південь від сучасної вул. Руської).
- Підзамче — місцевість біля підніжжя Старого замку, у давні часи — ремісничий квартал, сьогодні — частина парку імені Т. Шевченка.
- Новий Світ — район на півночі міста, обмежений вул. Бродівською, вул. Крушельницької, Тернопільським ставом та селом Біла, офіційно приєднаний до міста у 1937 році.
- Циганська гора — північно-західна частина Нового Світу на березі ставу.
- Старий Парк — місцевість навколо Старого парку.
- Оболоня — південна частина міста навколо сучасного ринку та вулиці Шептицького.
- Рогатка — місцевість на Оболоні, роздоріжжя вулиць Острозького, Торговиця, Микулинецької та ін.
- Загребелля — колишнє село на західному березі Тернопільського ставу, приєднане до Тернополя у 1925 році, сьогодні — територія масиву Дружба.
- Кутківці — колишнє село, тепер район міста, з трьох сторін оточений регіональним ландшафтним парком «Загребелля», включене в межі міста у 1958 році.
- Пронятин — колишнє село на правому березі Серету, у 1985 році приєднане до Тернополя.

Історичні назви, які сьогодні практично не використовуються:
- Заруддя — південна частина Нового світу, між вулицями Крушельницької та Наливайка.
- Провалиха — місцевість на Новому Світі навколо сучасного пивзаводу «Опілля».
- Дорошівка — територія вздовж колишньої вул. Дороша (частина сучасної вул. Стадникової).
- Бакаїха — місцевість, яка простягалася вздовж річки Серет від Подолу до Петрикова і Березовиці.
- Кападоція — місцевість від Старого парку до вул. Збаразької.
- Гицлівка — місцевість в межах сучасної вул. Над Яром, назву отримала від «гицелів» — людей, які раніше звозили сюди відловлених безпритульних тварин.

Назви, які увійшли до вжитку з часів СРСР:
- Карпати — мікрорайон в межах вулиць Бережанської, Тролейбусної та Лучаковського, отримав назву від однойменного магазину будматеріалів.
- Шостий магазин — місцевість навколо перехрестя вулиць Бродівської, Збаразької та Вояків дивізії Галичина, бере назву від культового Магазину №6, відкритого у 1956 році.

## Житлові масиви та мікрорайони

### Житлові масиви
- Дружба — житловий масив в західній частині міста, забудований у 1960-1970-х роках.
- Східний — житловий масив, забудований в 1970-1980-х роках.
  - 1-й мікрорайон
  - 2-й мікрорайон
  - 4-й мікрорайон
- Сонячний (Бам) — житловий масив у північно-східній частині міста, забудований у 1980-х роках.
  - Ювілейний (8-й мікрорайон)
  - 9-й мікрорайон

### Окремі мікрорайони
- 6-й мікрорайон
- Тинда (7-й мікрорайон)
- Канада (10-й мікрорайон)
- Молодіжний (11-й мікрорайон)
- Аляска (12-й мікрорайон)
- Північний (13-й мікрорайон)
- 14-й мікрорайон
- Промисловий
- Південний (Березовиця)